# Trachypithecus leucocephalus
El langur negro de cabeza blanca (Trachypithecus leucocephalus) es una especie de primate catarrino de la familia Cercopithecidae. Se distribuye en cuatro condados de la región autónoma de Guangxi, al sudeste de China.  Desde el 2000 T. leucocephalus está incluida en la lista roja de la UICN como una especie en peligro crítico de extinción y se ha calculado que la población actual no supera los 250 individuos adultos.

## Distribución y hábitat
Trachypithecus leucocephalus se distribuye en el sur de China, solamente en los condados de Fusui, Ningming, Longzhou y Chongzuo en el suroeste de la región autónoma de Guangxi. El río Zuojiang marca el límite en los extremos noroeste y norte del ámbito geográfico, el río Mingjiang demarca los límites en el suroeste y el sur, y las montañas Shiwan al sur. La población en la región de Guangxi, al sur del río Zuojiang, está separada del langur de Francois (Trachypithecus francoisi) al norte. Se han encontraron híbridos del langur de Francois y del langur negro de cabeza blanca, como resultado de la liberación de langur de Francois en la zona. Los híbridos parecen parecerse más al langur de Francois que al langur negro de cabeza blanca. Según los estudios genéticos mitocondriales de Wang et al. (2015), las poblaciones de Chongzuo y Fusui deben tratarse como unidades evolutivamente significativas distintas en comparación con todas las demás poblaciones de la especie, y dos unidades de gestión pendientes de una investigación adicional utilizando marcadores nucleares.

### Hábitat
Se caracteriza por habitar en zonas karst. Las colinas kársticas de Guangxi tienen normalmente unos 200 a 300 m de altura y constan de densas colinas rocosas y tierras planas. De acuerdo a un estudio del 2002, el hábitat puede dividirse en cuatro partes:
- La parte alta, seca y carente de suelo profundo, está cubierta de hierba densa, arbustos, vides y árboles pequeños, como Vitex kwargsiennbsis, Celtis sinesis, Delavaya yunanensis, Sapium chihsinianim, Deris tonkinnensis y Bauhinia championi. Esta parte es utilizada por los langurs como lugar de tránsito hacia las cuevas, como refugio y para realizar baños de sol en el invierno. Alrededor del 13 % del día se encuentran allí.
- La parte media, con escarpados precipicios y con algunas cuevas naturales, se encuentran cubierta de enredaderas, pastos cortos y arbustos resistentes a la sequía como Ophiopogon stenophillus, Impatiens chlorosenpala, Cycas revoluta y Pleiobastus amarus. Por lo general, los langures lo utilizan como lugar para alimentarse y dormir en las cuevas.
- La parte inferior, rica en suelos y relativamente húmeda, está cubierta por una densa vegetación con grandes árboles, arbustos, enredaderas y pastos, como Antidesma japonicum, Polalythia plagionura, Symplocos decora, Thretia tsangii, Alangium chinense y Mallotus tenuifolius. Es utilizada como hábitat principal por los langures negros de cabeza blanca y pasan alrededor de dos tercios del día allí.
- Las tierras planas, son áreas entre las colinas, cultivadas por los aldeanos y no tiene vegetación natural. Los langures solo las utilizan cuando las cruzan para trasladarse de una colina a otra.

## Taxonomía
La especie fue descrita inicialmente como una nueva especie bajo el nombre de Presbytis leucocephalus por Tan Bangjie en 1955, en base al color blanco y negro de la piel. La descripción fue publicada en Bulletin of Biology 3: 17-23. Durante los siguientes 40 años su rango fue objeto de discusiones.
Douglas Brandon-Jones había considerado en 1995 que tan solo era una población albina de Trachypithecus francoisi ssp. francoisi. En 2001, el zoólogo australiano Colin Groves argumentó que podría ser una especie distinta y decidió considerarlo provisionalmente como una subespecie de Trachypithecus poliocephalus. A partir de 2007 Groves, Tilo Nadler (2013) y Christian Roos et al. (2014) argumentaron su ascenso al rango de especie a partir de estudios filogenéticos.
T. leucocephalus está clasificada dentro del grupo francoisi del género Trachypithecus.
Sinonimia
- Presbytis leucocephalus Tan, 1955
- Trachypithecus francoisi ssp. leucocephalus Tan, 1955[7]
- Trachypithecus poliocephalus ssp. leucocephalus Tan, 1955

## Estado de conservación
De acuerdo a las evaluaciones de los años 2000, 2008 y 2015, T. leucocephalus está incluida en la lista roja de la UICN como una especie en peligro crítico de extinción. Se estima que la población ha disminuido entre un 80% y un 85% en las últimas tres generaciones (36 años) debido principalmente a la caza, la pérdida de hábitat y la hibridación con los langur de Francois (Trachypithecus francoisi). Se ha calculado en 2015 que la población total es menor a 250 individuos adultos sin grupos que tengan más de 25 individuos maduros.
En China, la especie está categorizada como especie silvestre protegida en Clase I, lo cual significa que su caza para investigación científica, domesticación y reproducción, exhibición u otros fines especiales debe estar aprobada previamente por el Consejo de Estado.